# シャラフ・アッ＝ディーン・アッ＝トゥースィ
シャラフ・アッ＝ディーン・アッ＝トゥースィ（シャラフ・アルディン・ムザッファル・イブン・ムハンマド・イブン・ムザッファル・トゥースィーまたはシャラフ・アルディン・マスウーディー、ペルシア語: شرف‌الدین مظفر بن محمد بن مظفر توسی یا شرف الدین مسعودی、1135年-1213年）は、有名なホラーサーン出身の数学者および天文学者であり、ダル・アル・ヒクマフの会員であった。
彼は「数学関数 f(x)」の概念の発明者であり、「三次方程式を解く数値計算法」の発明者でもある。

## 生涯
トゥースィーはトゥースで基礎的な知識を学び、ダマスカス、モスル、バグダッドなどの都市を旅して科学を学び、教え、カマル・アッディーン・イブン・ユーヌスなどの学生を教育した。彼はナスィルッディーン・トゥースィーの師でもあった。晩年はニシャプールのニザーミーヤ学院（ホダヴァンド・アラムート）に住んでいた。トゥースィーはイスマーイール派の偉大な学者であったため、ニシャプールのニザーミヤ学派の教師の一人の策略とホジャ・ニザーム・アル・ムルク・トゥースィーの命令により絞首刑に処され、その遺体は砂漠に放置された。
トゥースィーの現存する最も重要な著作は『方程式の本』であり、『シャラフ・アッディーン・トゥースィーの代数とその対処の書』として知られている。これは代数学の歴史上非常に重要である。この本を再考する前は、科学者たちは三次方程式の解をウマル・ハイヤームに帰していた。トゥースィーはこの本の中でこれらの方程式を検証した。

## 実績

### 関数f(x)の概念

トゥースィーが提案したものに類似した 3 次関数

トゥースィーはライプニッツより5世紀も前に「数学的関数」の概念を初めて表現した。 
彼は三次方程式の正の実根の可能性を模索する中で、その方程式を定数値とみなし、その定数値と方程式の根との関係について議論し、関数の概念を数学に導入した最初の科学者となった。

### 数値計算
トゥースィーは、ラフィニとホーナーより5世紀も前に、「ラフィニ・ホーナー数値計算法」を用いて三次方程式を解いた最初の人物である。

### アストロラーベの改良
トゥースィーの有名な著作の一つは、アストロラーベを改良し、その説明を著書『アル・ムサット』に収録したことである。改良されたアストロラーベは線形アストロラーベと呼ばれ、棒の形をした目盛り付きの木片であるため、「トゥースィーの棒」という名前が付けられている。トゥースィーはこのアストロラーベを二重の紐と穴あき定規とともに使用した。